# 모함마드자바드 바호나르

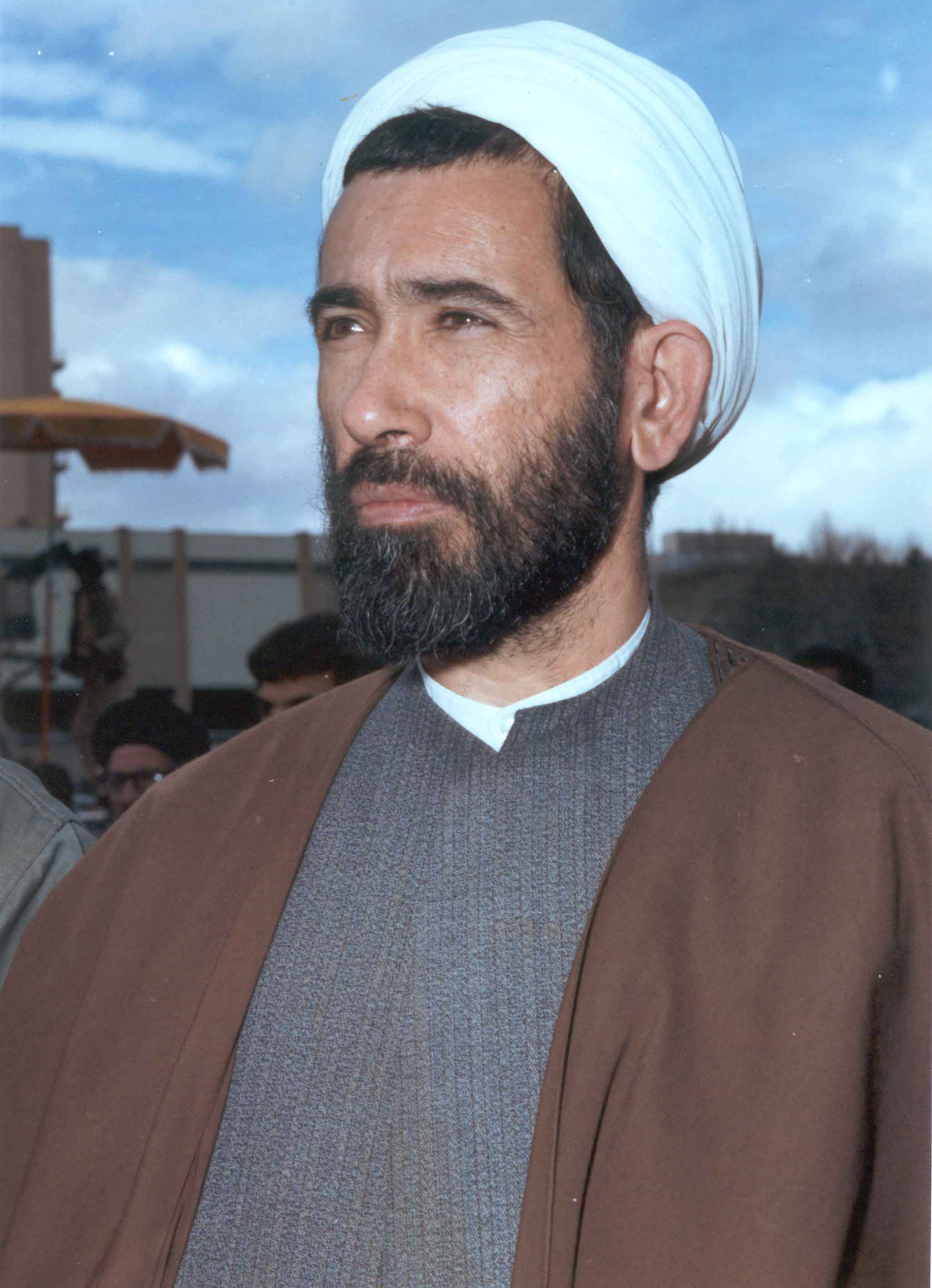

모함마드자바드 바호나르(페르시아어: محمدجواد باهنر, 1933년 9월 5일 ~ 1981년 8월 30일)는 이란의 시아파 이슬람 신학자, 정치인으로 1981년 8월 약 1개월 간 총리직을 맡았다. 본인을 포함한 모함마드알리 라자이 정부의 각료들은 인민전사기구에 의해 암살되었다.